# タナ・フレンチ
タナ・フレンチ（Tana French, 1973年5月10日 - ）は、アイルランドの小説家、舞台女優。2007年、『悪意の森』（原題:In the Woods ）で小説家としてデビューし、エドガー賞 処女長編賞、マカヴィティ賞、バリー賞の各賞の新人賞を受賞した。パープル・ハート・シアター・カンパニー (Purple Heart Theatre Company) のリエゾンで、ダブリン在住。

## 概要
1973年、アメリカ合衆国のバーモント州バーリントンで、アイルランド系の家庭に生まれる。父親が開発途上国の資源問題を研究するエコノミストで、その仕事の都合で、ルーツのアイルランドをはじめ、イタリア、マラウイなど数カ国を転々とした。1990年以降は、父祖の国であるアイルランドの首都・ダブリンに暮らしている。ダブリンのトリニティ・カレッジで演劇を学んだ。既婚者で、娘が2人いる。アメリカとアイルランドの市民権を持っている。

## 作品リスト
| # | 邦題     | 原題             | 刊行年 | 刊行年月   | 出版社                 | 訳者       | ISBN                                                  |
| - | -------- | ---------------- | ------ | ---------- | ---------------------- | ---------- | ----------------------------------------------------- |
| 1 | 悪意の森 | In the Woods     | 2007年 | 2009年9月  | 集英社文庫             | 安藤由紀子 | 上：ISBN 978-4-08-760585-3 下：ISBN 978-4-08-760586-0 |
| 2 | 道化の館 | The Likeness     | 2008年 | 2010年12月 | 集英社文庫             | 安藤由紀子 | 上：ISBN 978-4-08-760616-4 下：ISBN 978-4-08-760617-1 |
| 3 | 葬送の庭 | Faithful Place   | 2010年 | 2013年9月  | 集英社文庫             | 安藤由紀子 | 上：ISBN 978-4-08-760672-0 下：ISBN 978-4-08-760673-7 |
| 4 |          | Broken Harbour   | 2012年 |            |                        |            |                                                       |
| 5 |          | The Secret Place | 2014年 |            |                        |            |                                                       |
| 6 |          | The Trespasser   | 2016年 |            |                        |            |                                                       |
| 7 |          | The Witch Elm    | 2018年 |            |                        |            |                                                       |
| 8 | 捜索者   | The Searcher     | 2020年 | 2022年4月  | ハヤカワ・ミステリ文庫 | 北野寿美枝 | ISBN 978-4-15-185001-1                                |
| 9 |          | The Hunter       | 2024年 |            |                        |            |                                                       |

## 受賞・ノミネート
- 2007年 ロサンゼルス・タイムズ Book Prize（ミステリー・スリラー部門）最終候補[3]
- 2008年 『悪意の森』（原題：In the Woods ）にてエドガー賞 処女長編賞、アンソニー賞新人賞、マカヴィティ賞新人賞、バリー賞新人賞受賞
- 2012年 "Faithful Place" にて国際IMPACダブリン文学賞ノミネート[4]